# Marianne Berglund
Pour les articles homonymes, voir Berglund.
Marianne Berglund, née le 23 juin 1963 à Boliden, est une coureuse cycliste suédoise.

## Biographie
Marianne Berglund s'impose comme l'une des meilleures coureuses cyclistes sur route suédoises des années 1980, remportant neuf titres nationaux.
Elle devient championne du monde sur route en 1983. Elle participe ensuite aux Jeux olympiques avec moins de réussite, terminant 25e en 1984 et 44e en 1988.

## Palmarès
- 1978
  -  Championne de Suède sur route juniors
- 1979
  -  Championne de Suède sur route
- 1981
  - 9e du championnat du monde sur route
- 1982
  -  Championne de Suède du contre-la-montre par équipes
- 1983
  -  Championne du monde sur route
  - Tour du Texas
- 1984
  -  Championne de Suède sur route
  - 2e étape du Postgiro
- 1985
  - 5e et 6e étapes du Tour du Texas
  - 2e du Tour du Texas
- 1986
  - 7e, 10e et 11e étapes du Tour du Texas
  - 2e étape du Women's Challenge
  - 1re étape de la Coors Classic
- 1987
  -  Championne de Suède sur route
- 1990
  - Tjejtrampet (en)
- 1991
  -  Championne de Suède sur route
  - 3e étape du Steiermark Rundfahrt
- 1992
  -  Championne de Suède du contre-la-montre par équipes
  - 3e étape du Grand Prix de Beauce
  - 2e du championne de Suède du contre-la-montre
- 1993
  - Tour de Somerville
  - 5e étape du Bisbee Tour
- 1994
  - Bisbee Tour :
    - Classement général
    - 2e, 3e, 4e et 5e étapes

  - 89er Stage Race :
    - Classement général
    - 4e étape

  - Liberty Classic